# Pages (1978)
Pages è il primo album discografico dell'omonimo gruppo musicale di jazz-rock statunitense, pubblicato dalla casa discografica Epic Records nel 1978.

## Tracce
Lato A
1. Clearly Kim – 3:23 (Steve George, Richard Page, John Lang)
2. This Is for the Girls – 3:29 (Richard Page, John Lang)
3. Let It Go – 4:14 (Richard Page, John Lang, Steve George)
4. Listen for the Love – 3:44 (Jerry Manfredi, John Lang, Richard Page, Steve George)
5. Love Dance – 2:07 (Jerry Manfredi)

Lato B
1. If I Saw You Again – 3:24 (Richard Page, John Lang, Jerry Manfredi, Steve George)
2. Interlude – 1:00 (Dave Grusin)
3. It's Alright – 3:26 (Richard Page, John Lang, Jerry Manfredi, Steve George)
4. Room at the Top – 3:50 (John Lang, Jerry Manfredi, Steve George)
5. I Get It from You – 4:12 (Richard Page, John Lang, Steve George)

## Musicisti
Clearly Kim
- Richard Page - voce solista, accompagnamento vocale-coro, clavinet
- Steve George - fender rhodes, mini-moog (solo), accompagnamento vocale-coro
- Peter Leinheiser - chitarra
- Jerry Manfredi - basso (solo)
- Russ Battelene - batteria
- Steve Forman - percussioni
- Tom Malone e Bobby Colomby - arrangiamento strumenti a fiato

This Is for the Girls
- Richard Page - voce solista, accompagnamento vocale-coro
- Steve George - fender rhodes, mini-moog, accompagnamento vocale-coro
- Peter Leinheiser - chitarra elettrica, chitarra acustica
- Jerry Manfredi - basso
- Russ Battelene - batteria
- Philip Bailey - accompagnamento vocale-coro
- Claudio Slon - percussioni
- Victor Feldman - vibrafono

Let It Go
- Richard Page - chitarra solo, accompagnamento vocale-coro
- Steve George - voce solista, accompagnamento vocale-coro, fender rhodes, sintetizzatore Yamaha CS80, mini-moog (solo)
- Peter Leinheiser - chitarra
- Jerry Manfredi - basso
- Russ Battelene - batteria
- Bobby Colomby - accompagnamento vocale-coro
- Claudio Slon - percussioni
- Lani Groves - voce

Listen for the Love
- Richard Page - voce solista, accompagnamento vocale-coro
- Steve George - voce solista, accompagnamento vocale-coro, grand piano
- Peter Leinheiser - chitarre (solo)
- Jerry Manfredi - basso
- Russ Battelene - batteria
- Donna Fien - accompagnamento vocale-coro
- Mary Hylan - accompagnamento vocale-coro
- Linda Mallah - accompagnamento vocale-coro
- Claudio Slon - percussioni
- Bobby Colomby - accompagnamento vocale-coro, percussioni
- Randy Brecker - arrangiamento strumenti a fiato

Love Dance
- Steve George - fender rhodes, mini-moog (solo)
- Peter Leinheiser - chitarra
- Jerry Manfredi - basso
- Russ Battelene - batteria
- Steve Forman e Chuck Silverman - percussioni
- Dave Grusin - arrangiamento e conduzione strumenti ad arco

If I Saw You Again
- Richard Page - voce solista, accompagnamento vocale-coro
- Steve George - fender rhodes, sintetizzatore Yamaha CS80, mini-moog
- Peter Leinheiser - chitarra (solo)
- Jerry Manfredi - basso
- Russ Battelene - batteria
- Bobby Colomby - accompagnamento vocale-coro
- Claudio Slon - percussioni
- Dave Grusin - arrangiamento strumenti ad arco

Interlude
- Dave Grusin - arrangiamento e conduzione strumenti ad arco

It's Alright
- Richard Page - voce solista, accompagnamento vocale-coro, grand piano
- Steve George - accompagnamento vocale-coro
- Peter Leinheiser - chitarre
- Russ Battelene - batteria, voce
- Lani Groves - accompagnamento vocale-coro
- Michael Brecker - sassofono tenore solo
- Dave Grusin - arrangiamento strumenti ad arco

Room at the Top
- Richard Page - voce solista, accompagnamento vocale-coro, clavinet
- Steve George - fender rhodes, sintetizzatore Oberheim, accompagnamento vocale-coro
- Peter Leinheiser - chitarre (solo)
- Jerry Manfredi - basso
- Russ Battelene - batteria
- Francisco Aguabella - congas
- Dick Silvermen - timbali

I Get It from You
- Richard Page - voce solista, accompagnamento vocale-coro
- Steve George - fender rhodes, accompagnamento vocale-coro
- Peter Leinheiser - chitarre
- Jerry Manfredi - basso
- Russ Battelene - batteria
- Tim Downs - percussioni
- Victor Feldman - vibrafono
- Dave Grusin - arrangiamento strumenti ad arco e flauti

Note aggiuntive
- Bobby Colomby - produttore
- Michael Verdick e Pages - associati alla produzione
- Cindy Romero - coordinatrice alla produzione
- Registrazioni effettuate al:
Location Recording Service (Burbank, California); Heiders/Filmways Studio (Hollywood, California); Sound City, Studio A (Van Nuys, California); CBS Recording Studios, Studio B (New York City, New York); Larrabee Sound (Hollywood, California); A&M Studios, Mix #1 (Hollywood, California)
- Michael Verdick - ingegnere delle registrazioni
- Scott Singer - secondo ingegnere delle registrazioni
- Strumenti a fiato registrati da Don Puluse al CBS Recording Studios, Studio B di New York City, New York
- Mixaggio effettuato da Michael Verdick al A&M Studios, Mix #1 di Hollywood, California
- Mastering effettuato da Steve Guy al Location Recording Service di Burbank, California
- Arrangiamenti e conduzione strumenti ad arco di Dave Grusin
- Randy Brecker - arrangiamento strumenti a fiato (brano: Listen for the Love)
- Tom Malone e Bobby Colomby - arrangiamento strumenti a fiato (brano: Clearly Kim)
- Richard Dunkley - fotografia
- Rod Dyer, Inc. - design[2]